# Richard Holbrooke
Richard Charles Albert Holbrooke (Nueva York, 24 de abril de 1941 - Washington D. C., 13 de diciembre de 2010), fue un diplomático estadounidense de alto rango, editor de revista, autor, profesor, funcionario del Cuerpo de Paz (Peace Corps) estadounidense además de inversor financiero.

## Vida diplomática
Fue la única persona que ha ocupado el cargo de Subsecretario de Estado para dos regiones diferentes del mundo (Asia desde 1977 hasta 1981 y Europa desde 1994 a 1996). Durante la presidencia de Barack Obama, llegó a ser el representante Especial para Afganistán y Pakistán.
Desde 1993 a 1994 fue embajador de Estados Unidos en Alemania. Pese a ser altamente conocido en los círculos diplomáticos y periodísticos, Holbrooke alcanzó gran notoriedad pública únicamente cuando, junto con el ex primer ministro sueco Carl Bildt, negoció un acuerdo de paz entre las facciones en guerra en Bosnia lo que condujo a la firma de los Acuerdos de Paz de Dayton, en 1995. Holbrooke era el candidato para reemplazar a Warren Christopher, Secretario de Estado, pero finalmente perdió cuando el presidente Bill Clinton nombró a Madeleine Albright. De 1999 a 2001, Holbrooke se desempeñó como embajador de Estados Unidos ante las Naciones Unidas.
Fue asesor de la campaña presidencial del senador John Kerry en 2004. Posteriormente, en 2008, Holbrooke se unió a la campaña presidencial de la senadora Hillary Clinton y se convirtió en un importante asesor de política exterior. Era considerado un probable candidato para la Secretaría de Estado en un potencial gobierno de Hillary Clinton o bien ocupando un cargo diplomático de alto rango bajo el mandato de Barack Obama.
El 22 de enero de 2009 Holbrooke fue nombrado asesor especial para Pakistán y Afganistán, trabajando bajo la presidencia de Barack Obama y la secretaria de Estado Hillary Clinton, cargo que desempeñaría hasta su muerte el 13 de diciembre de 2010.

## Fallecimiento
Desde el 10 de diciembre de 2010 estuvo en estado crítico tras practicarle una operación por desgarro de la aorta, tres días después falleció, sus últimas palabras fueron "end this war" ("terminen esta guerra") en referencia a la Guerra en Afganistán o invasión estadounidense de esta nación centroasiática.